# Bianca Thomas
Bianca Thomas (Henderson, 20 agosto 1988) è un'ex cestista statunitense.

## Carriera
È stata selezionata dalle Los Angeles Sparks al primo giro del Draft WNBA 2010 (12ª scelta assoluta).